# 平 (いわき市)
平（たいら）は、福島県いわき市の大字である。郵便番号は970-8026および970-8051～8054（六町目、祢宜町、正月町、鎌田町）。

## 地理
いわき市中央部の平地区に属し、地区西部に位置する。北で好間町今新田、好間町川中子、北東で平中塩、平幕ノ内、平鯨岡、平鎌田、東で平北白土、南で平南白土、平谷川瀬、小島町、南西で内郷小島町、内郷御台境町、西で好間町下好間とそれぞれ隣接する。概ね町村制施行時の磐前郡平町の流れを汲む地域である。磐城平城のある高台と夏井川、好間川、新川に囲まれた周囲の城下町を範囲とする。城跡のすぐ南側にJRいわき駅があり、鉄道施設の南側に市街地が形成され、福島県浜通り地方の政治、経済の中心となっている。北側は住宅地が広がる。内郷御厩町に所在するいわき中央警察署及び平字正内町に所在する平消防署がそれぞれ管轄にあたる。

### 主な字
字
- 橋下
- 堂根町
- 尼子町
- 童子町
- 小太郎町
- 菱川町
- 佃町
- 下の町
- 新町
- 長橋町
- 研町
- 古鍛冶町
- 紺屋町
- 材木町
- 堂ノ前
- 鍛冶町

- 中町
- 南町
- 十五町目
- 大町
- 一町目
- 二町目
- 三町目
- 四町目
- 五町目
- 新川町
- 月見町
- 三倉
- 倉前
- 新田前
- 堤ノ内
- 正内町

- 正月町
- 五色町
- 鎌田町
- 下川原
- 上川原
- 大工町
- 白銀町
- 田町
- 木の杜
- 掻槌小路
- 久保町
- 七軒町
- 大館
- 高月
- 胡摩沢
- 杉平

- 六人町
- 北目町
- 桜町
- 四軒町
- 梅香町
- 紅葉町
- 権現塚
- 柳町
- 六間門
- 旧城跡
- 仲間町
- 番匠町
- 鷹匠町
- 揚土
- 八幡小路
- 道匠小路

- 東町
- 城東一丁目
- 城東二丁目
- 城東三丁目
- 九品寺町
- 作町一丁目
- 作町二丁目
- 作町三丁目
- 愛谷町一丁目
- 愛谷町二丁目
- 愛谷町三丁目
- 愛谷町四丁目

字の表記が無いもの
- 六町目
- 祢宜町
- 正月町
- 鎌田町

## 河川
- 夏井川
  - 好間川
  - 新川

## 歴史
- 1879年1月27日 - 平藩領北目村、町分村、長橋村、拾五町目村が福島県内における郡区町村制の施行によりそれぞれ磐城郡の村となる[4]。
- 1883年2月19日 - 北目村、町和気村、長橋村、拾五町目村が合併し、平町が成立する[4]。
- 1896年4月1日 - 磐前郡と周辺郡との合併により石城郡が発足し、石城郡平町となる[4]。
- 1935年6月1日 - 平町が磐城郡平窪村と合併し、平市が成立。旧平町域は平市の大字となる[4]。
- 1966年10月1日 - 平市が磐城市・常磐市・内郷市・勿来市、石城郡小川町・遠野町・四倉町・川前村・田人村・好間村・三和村、双葉郡久之浜町・大久村と合併しいわき市となり、いわき市平地区の大字となる[4]。
- 1983年 - 平東部土地区画整理事業に伴う字名変更により平北白土字作町、字愛谷町の大部分が平北白土から平へ変更され、それぞれ平字作町一丁目～三丁目、平字愛谷町一丁目～四丁目へ変更される[5]。

## 世帯数と人口
2023年10月31日現在の世帯数と人口は以下の通りである。
| 大字 | 世帯数   | 人口    |
| ---- | -------- | ------- |
| 平   | 9254世帯 | 17122人 |

## 小・中学校の学区
市立小・中学校に通う場合、学区は以下の通りとなる。
| 番地 | 小学校                 | 中学校                 |
| --- | ---------------------- | ---------------------- |
| 下記を除く全域 | いわき市立平第一小学校 | いわき市立平第一中学校 |
| 高月の一部、胡摩沢、杉平の一部、 北目町、桜町の一部、四軒町の一部                                                                               | いわき市立平第二小学校 | いわき市立平第一中学校 |
| 五町目、大工町、白銀町の一部、 四軒町の一部、梅香町、紅葉町、権現塚、 柳町、旧城跡の一部、仲間町、番匠町 鷹匠町、手掴、城東一～三丁目、九品寺町 | いわき市立平第二小学校 | いわき市立平第二中学校 |
| 立町、字禰宜町、字正月町の一部、 五色町、字鎌田町、下川原、上川原、 東町、六町目、祢宜町、正月町、鎌田町                                        | いわき市立平第三小学校 | いわき市立平第二中学校 |
| 新川町、月見町、三倉、倉前、新田前、 堤ノ内、正内町、字正月町の一部、 作町一～三丁目、愛谷町一～四丁目                                          | いわき市立平第三小学校 | いわき市立平第三中学校 |

## 交通

### 鉄道
- JR常磐線・磐越東線
  - いわき駅

### 道路
- 国道399号（旧国道6号・いわき駅前大通り・古道街道）
- 福島県道20号いわき上三坂小野線（旧国道6号）
- 福島県道26号小名浜平線（鹿島街道バイパス）

## 施設
- 福島地方裁判所いわき支部
- 福島地方検察庁いわき支部
- 福島地方法務局いわき支局
- 仙台国税局いわき税務署
- ハローワーク平
- 福島県いわき合同庁舎
- いわき市役所
- 福島県立磐城高等学校
- 福島県立磐城桜が丘高等学校
- いわき市立平第一中学校
- いわき市立平第一小学校
- 飯野八幡宮
- ポレポレいわき（映画館。旧称：平テアトル）
- いわき市立美術館
- いわき市文化センター
- いわき芸術文化交流館アリオス
- いわき総合図書館
- エスパルいわき
- ペッペ （Paix Paix）
- ラトブ
- ティーワンビル
- 松ヶ岡公園